# Riquewihr
Riquewihr (deutsch Reichenweier, elsässisch Richawir) ist eine französische Gemeinde mit 1.004 Einwohnern (1. Januar 2022) im Département Haut-Rhin  in der Europäischen Gebietskörperschaft Elsass und in der Region Grand Est. Sie gehört zum Arrondissement Colmar-Ribeauvillé, zum Kanton Sainte-Marie-aux-Mines und zum Gemeindeverband Pays de Ribeauvillé.
Riquewihr wurde auf Grund seines unversehrt erhaltenen Stadtbildes aus dem 16. Jahrhundert als eines der schönsten Dörfer Frankreichs (Les plus beaux villages de France) klassifiziert.

## Geographie
Riquewihr liegt am Fuß der Vogesen, etwa zwölf Kilometer nordnordwestlich von Colmar. Das Gemeindegebiet von Riquewihr ist Teil des Regionalen Naturparks Ballons des Vosges. Riquewihr wird vom Sembach durchquert, an der nördlichen Gemeindegrenze verlaufen in einem kaum besiedelten Gebiet der Strengbach und sein Zufluss Muesbach.

## Geschichte
Im 8. Jahrhundert gründete ein Franke namens Richo ein Landgut namens Richo villa, aus dem sich der Ort und sein Name entwickelten. Im 10. bis 11. Jahrhundert ging der Ort mit der zugehörigen Gutsherrschaft aus dem Grundbesitz der Grafen von Egisheim-Dagsburg an die Grafen von Horburg über. Diese umgaben den Ort 1291 mit einer ersten Festungsmauer. 1320 erhielt Reichenweier die Stadtrechte.
1324 wurde die Herrschaft Reichenweier an den Grafen Ulrich von Württemberg verkauft. Im Jahre 1397 verlobte sich Graf Eberhard IV. von Württemberg mit Henriette von Montfaucon, die er im Jahre 1407 ehelichte. Henriette war die Erbin des Grafen von Montbéliard. Von diesem Zeitpunkt an gehörte die Herrschaft Reichenweier neben der Grafschaft Württemberg-Mömpelgard zu den linksrheinischen Besitzungen des Hauses Württemberg. Im Jahre 1495 wurde die Grafschaft zum Herzogtum erhoben. Herzog Georg von Württemberg erlaubte 1534 die Einführung der von Zwingli inspirierten Religionsreform zur Reformierten Kirche. Eine Stiftung Georgs ermöglichte seit 1557 jährlich vier Stipendiaten aus Reichenweier das Studium im Evangelischen Stift in Tübingen.
Im Jahre 1559 führte Herzog Christoph von Württemberg Luthers Lehren ein, um eine religiöse Einheit auf seinen Besitztümern am Rheinufer zu sichern. Zur Herrschaft Reichenweier zählten folgende Orte: Altweier, Beblenheim, Schloss Bilstein, Hunaweier, Mittelweier, Ostheim und Reichenweier. Der Dreißigjährige Krieg von 1618 bis 1648 setzte dem Ort wie auch anderen im Kriegsgebiet schwer zu. Formal war Reichenweier Witwensitz der 1631 verwitweten Herzogin von Württemberg-Mömpelgard, Anna Eleonora von Nassau-Saarbrücken-Weilburg. Während Kriegswirren musste sie zeitweise fernbleiben, beschloss hier aber ihren Lebensabend. 1680 kam Reichenweier unter die Gewalt von Ludwig XIV., wiewohl es im Besitz Württembergs blieb. 1789, während der Französischen Revolution, schlossen sich die Bürger von Riquewihr der Französischen Republik an, 1796 wurden die Württemberger im Frieden von Campo Formio ausgeschlossen und Riquewihr wurde Frankreich angegliedert. Von 1871 bis 1918 gehörte der Ort als Teil des Reichslandes Elsaß-Lothringen zum Deutschen Kaiserreich und war dem Kreis Rappoltsweiler im Bezirk Oberelsaß zugeordnet, danach wieder Frankreich. Von 1940 bis 1944 war er von Deutschland annektiert. Nach 1945 entwickelte sich der Weinort zum Anziehungspunkt für Touristen. Die Bevölkerung ist bis heute mehrheitlich lutherisch.
Am Neujahrstag 2014 brannten im mittelalterlichen Ortszentrum mehrere historische Fachwerkhäuser nieder.

### Bevölkerungsentwicklung
| Jahr      | 1910 | 1962 | 1968 | 1975 | 1982 | 1990 | 1999 | 2007 | 2017 |
| Einwohner | 1438 | 1247 | 1322 | 1195 | 1045 | 1075 | 1212 | 1271 | 1077 |

## Sehenswürdigkeiten
Der malerische Ort Riquewihr mit engen Kopfsteinpflastergassen, den mittelalterlichen Fachwerkhäusern und seinem einzigartigen Ambiente gehört zu den schönsten und meist besuchten Dörfern Frankreichs. Das gesamte Stadtgebiet von Riquewihr ist eine Fußgängerzone, entlang der Hauptstraße (Rue du Général de Gaulle) findet man viele Cafés, Geschäfte, Restaurants und Weinhandlungen. Die Altstadt, deren wesentliche Gebäude man bei einem Stadtrundgang in Riquewihr kennen lernen kann, wird von einer Stadtmauer aus dem Jahr 1291 vollständig umschlossen, von vier Ecktürmen sind mit dem Diebesturm, dem Hellerturm und dem Turm der Anabaptisten noch drei erhalten. Markant erhebt sich der 25 Meter hohe fachwerkverzierte Dolder als Wahrzeichen von Riquewihr. Er diente seit seiner Errichtung im Jahr 1291 als Glockenturm, Wachturm sowie Stadttor und beherbergt heute ein stadthistorisches Museum. Die Entwicklung von Feuerwaffen machte eine Verstärkung der Stadtmauer um das Jahr 1500 notwendig. Auf den Süd-, Ost- und Westseiten wurden eine zweite Mauer und das obere Stadttor (Porte Haute) zum Schutz der durch Weinanbau und -handel wohlhabenden Stadt errichtet, die Anfang des 17. Jahrhunderts um Schanzen und Türme ergänzt wurden.
Anstelle der mittelalterlichen Margaretenkirche wurden 1845 eine evangelische und eine katholische Kirche errichtet.
- Museen:
  - Das Musée Hansi zeigt das Werk des Grafikers Jean-Jacques Waltz.
  - Das Musée du Dolder in gleichnamigen Turm war einst die Wohnung des Wächters und beherbergt seit 1911 auf drei seiner Stockwerke das örtliche Museum für Volkskunst und Tradition mit einer Waffensammlung aus dem 15. bis 17. Jahrhundert, sowie verschiedenen Werkzeugen und Gegenständen zum Thema „eine befestigte Weinstadt des Mittelalters und seine Entwicklung vom 13. bis 17. Jahrhundert“. Es wurde 2010 vollständig restauriert.
  - Das Musée de la Tour des Volers befindet sich am Ende der Judenstraße (rue des Juifs) im 18 Meter hohen Diebesturm, dem früheren Stadtgefängnis mit Folterkammer. Angrenzend steht an der Stadtmauer ein Winzerhaus aus dem Jahre 1563. Hier sind eine historische Küche, eine Stube mit Möbeln und Wanddekoration und ein Kelterhaus mit Weinkeller zu besichtigen.

- Burganlagen:
  - Die Burgruine Reichenstein aus dem 13. Jahrhundert, deren fünfeckiger Bergfried akut einsturzgefährdet ist, liegt etwa zwei Kilometer nordwestlich der Stadt im Wald.
  - Mit der noch weiter nordwestlich liegenden Burg Bilstein steht eine weitere Burgruine auf Riquewihrer Gebiet.

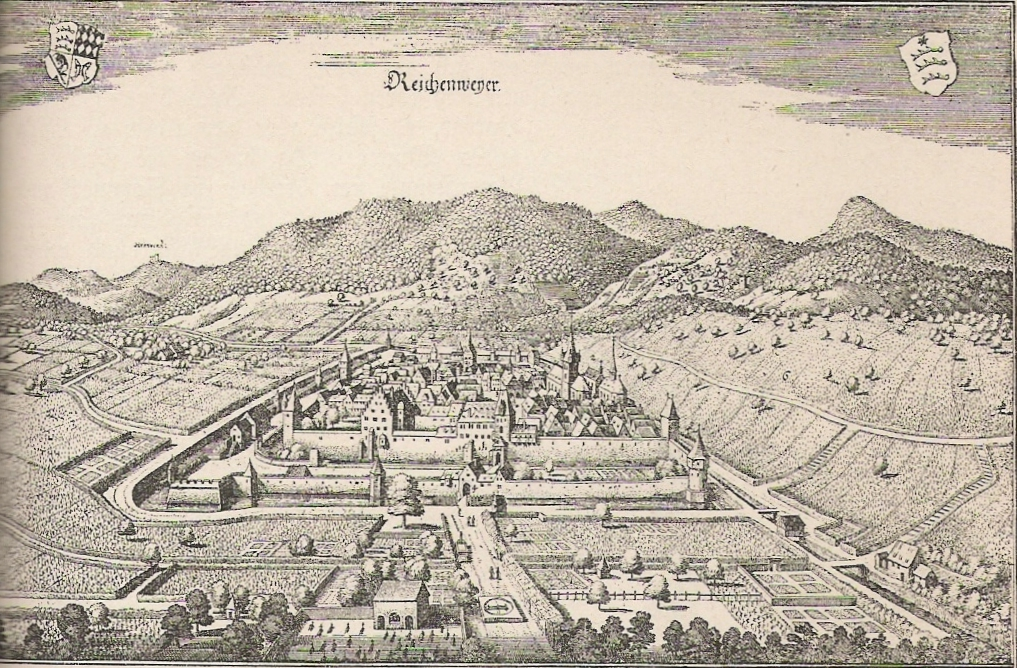
Alte Stadtansicht von Reichenweier (Riquewihr)
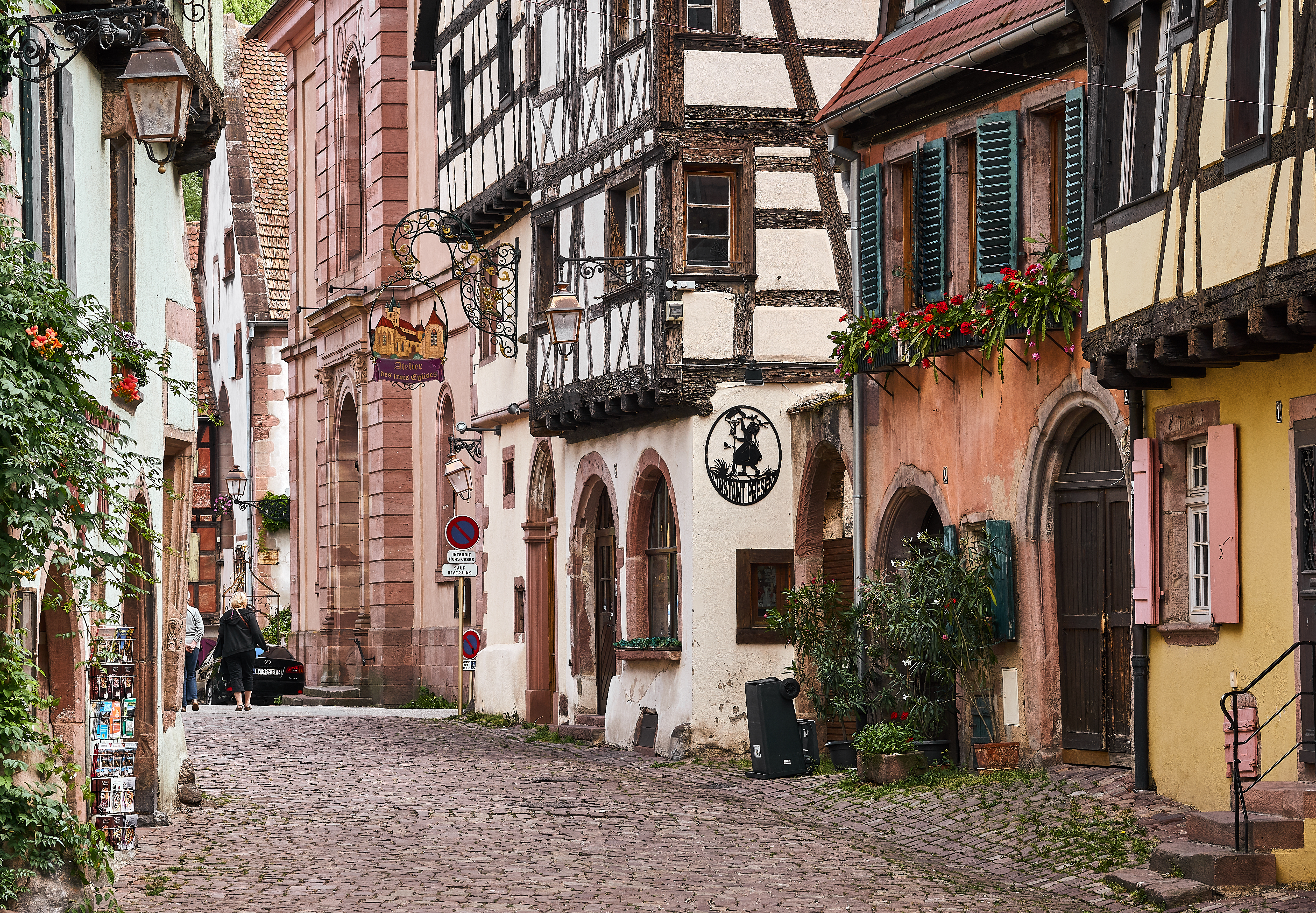
Altstadt
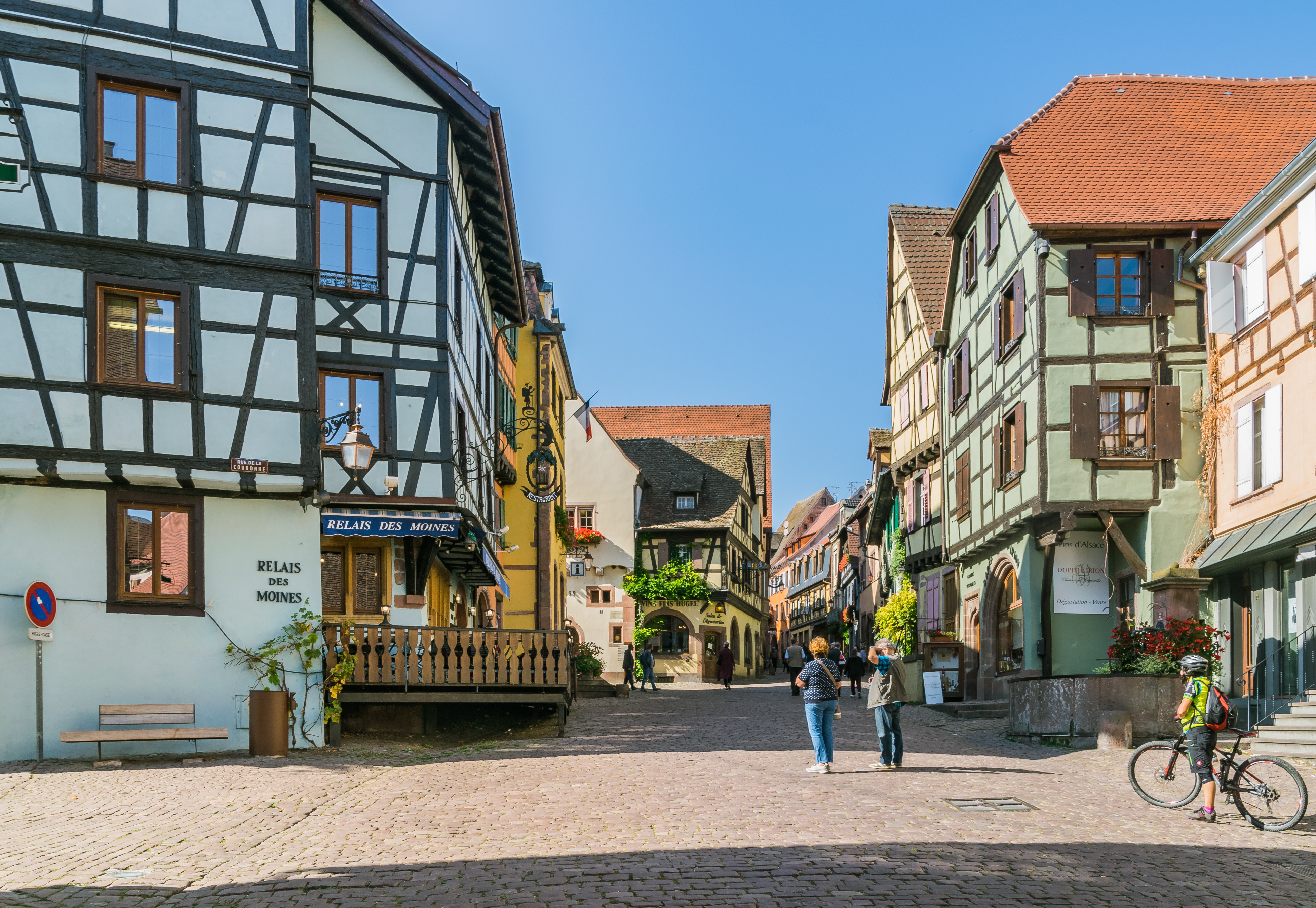
Rue du General-de-Gaulle
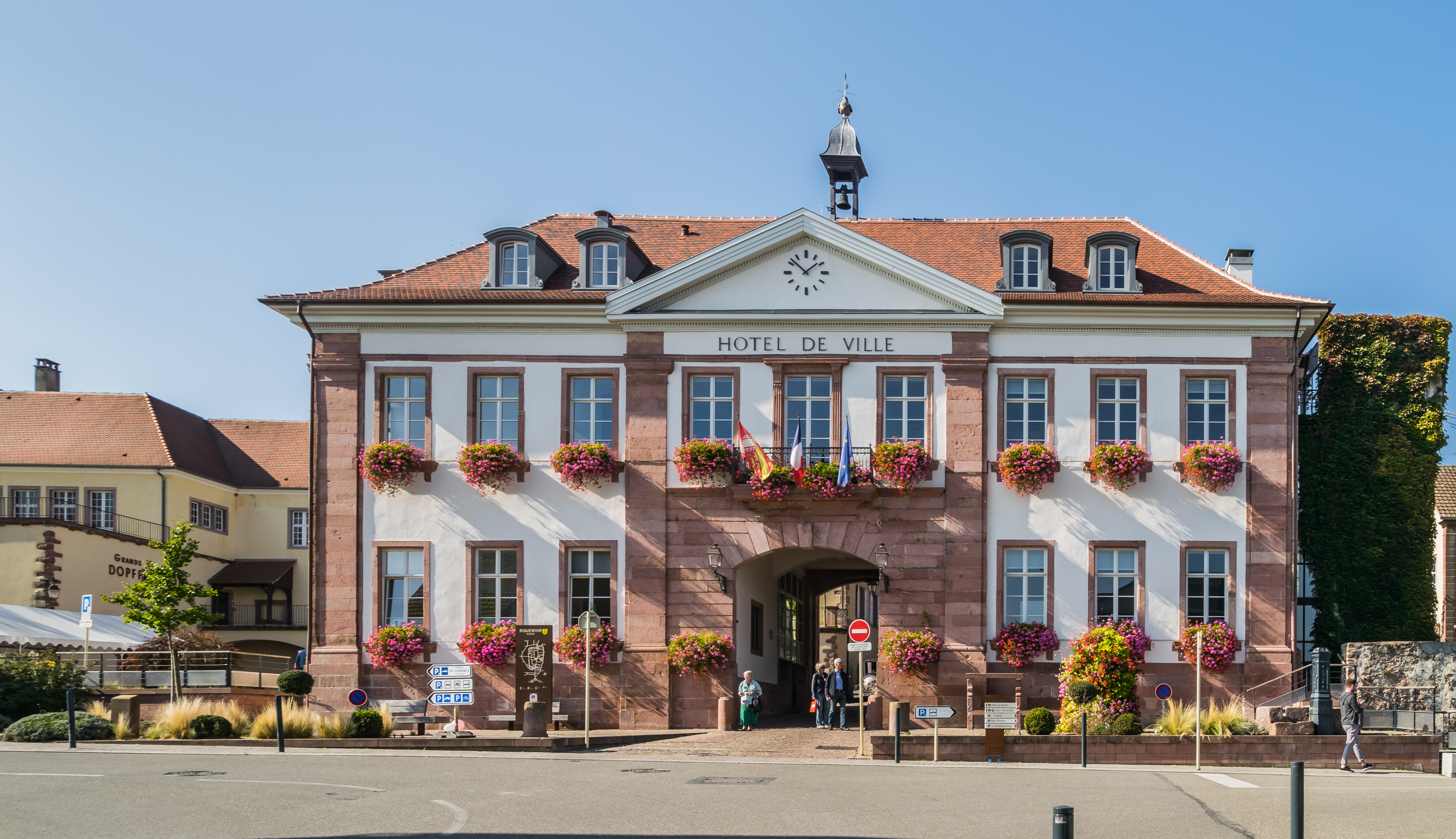
Rathaus
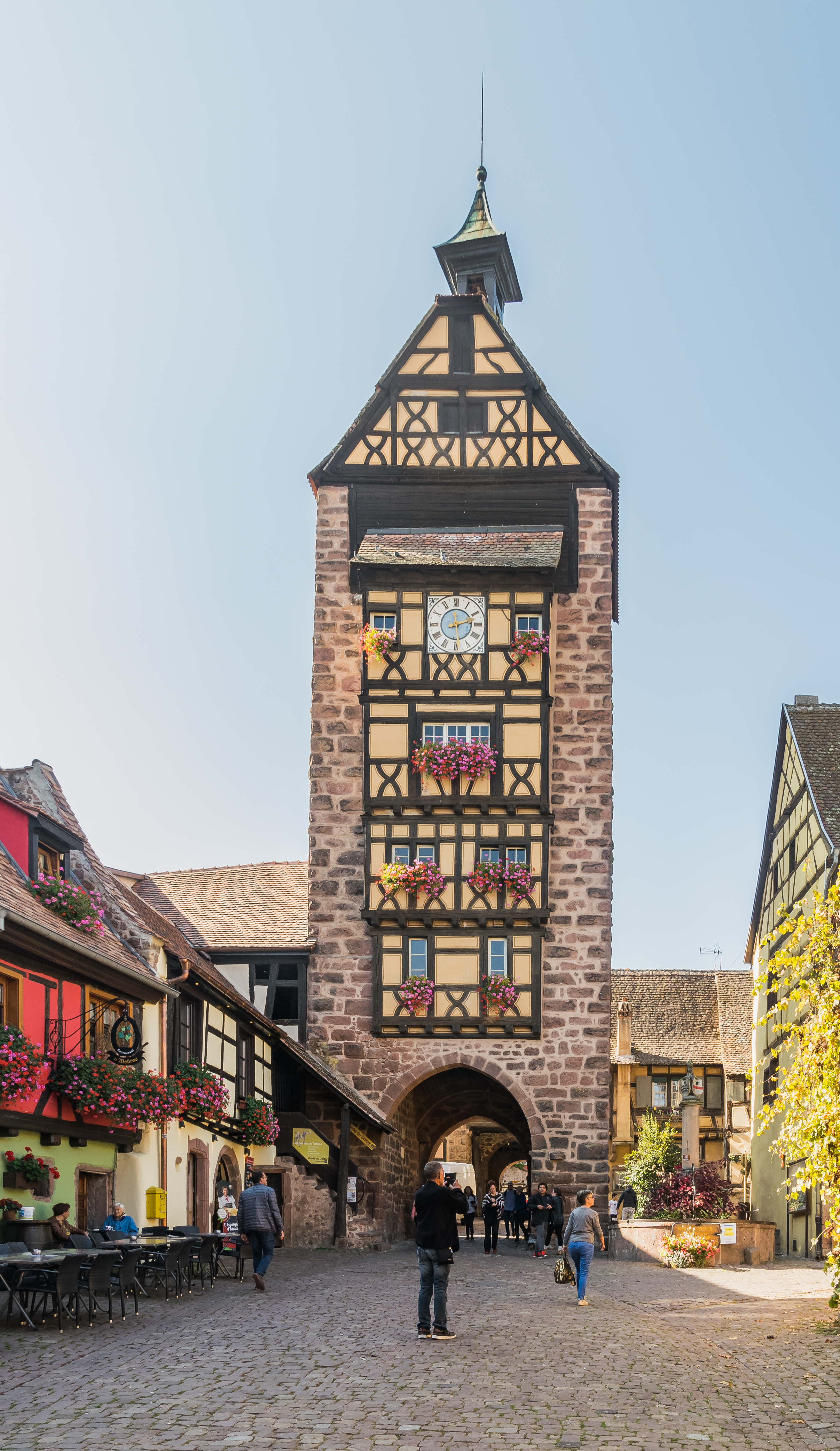
Dolder

## Töchter und Söhne der Stadt
- Conrad von Hailfingen genannt Boltringer († 1427) war 1423 und 1426 württembergischer Vogt in Reichenweier
- Herzog Ulrich von Württemberg (* 8. Februar 1487, † 6. November 1550 in Tübingen)
- Ernestine Rosine Flachsland (* 15. Februar 1742, † nach dem 13. Dezember 1774 in Worms), Mätresse von Ludwig IX. von Hessen-Darmstadt
- Maria Karoline Flachsland (* 28. Januar 1750, † 15. September 1809 in Weimar), Ehefrau von Johann Gottfried von Herder
- Emil Alphons Herrenschneider (* 20. Januar 1823, † 22. Oktober 1899), evangelischer Geistlicher und Lokalhistoriker
- Jacques Preiß (* 9. November 1859, † 7. März 1916), Jurist und Mitglied des Deutschen Reichstags

## Städtepartnerschaften
- Weil der Stadt, Deutschland, seit 1961

## Wirtschaft
Riquewihr ist einer der bedeutendsten elsässischen Weinbauorte. (Siehe Knipperlé). Daneben ist der Ort stark auf den Tourismus, insbesondere den Tagestourismus, ausgerichtet.